# Coup de Grace (Plasmatics)
Coup de Grace è un album della band punk rock Plasmatics pubblicato nel 2002 dalla Plasmatics Media.
Il disco non è altro che il demo originale di Coup d'État, capolavoro della band pubblicato nel 1982.

## Tracce
1. Put Your Love In Me
2. Stop
3. Rock 'N' Roll
4. Just Like On TV
5. Uniformed Guards
6. No Class
7. Mistress Of Passion
8. Lightning Breaks
9. Path Of Glory
10. Country Fairs
11. The Damned

## Formazione
- Wendy O. Williams - voce, sassofono, martello
- Wes Beech - chitarra, tastiere
- Chris Romanelli - basso, tastiere
- Ray Callahan - batteria